# Euthesaura
Euthesaura är ett släkte av fjärilar. Euthesaura ingår i familjen Tineodidae.
Kladogram enligt Catalogue of Life:
| Euthesaura | \| \| Euthesaura carbonaria \| \| \| \| \| \| Euthesaura glycina \| \| \| \| |
|            | \| \| Euthesaura carbonaria \| \| \| \| \| \| Euthesaura glycina \| \| \| \| |
|            | Anomima                                                                      |
|            |                                                                              |
|            | Cenoloba                                                                     |
|            |                                                                              |
|            | Epharpastis                                                                  |
|            |                                                                              |
|            | Euthrausta                                                                   |
|            |                                                                              |
|            | Neoxychirota                                                                 |
|            |                                                                              |
|            | Oxychirota                                                                   |
|            |                                                                              |
|            | Palaeodes                                                                    |
|            |                                                                              |
|            | Tanycnema                                                                    |
|            |                                                                              |
|            | Tephroniopsis                                                                |
|            |                                                                              |
|            | Tineodes                                                                     |
|            |                                                                              |
|            | Euthesaura carbonaria                                                        |
|            |                                                                              |
|            | Euthesaura glycina                                                           |
|            |                                                                              |

|  | Euthesaura carbonaria |
|  |                       |
|  | Euthesaura glycina    |
|  |                       |